# Zhang Ruifang

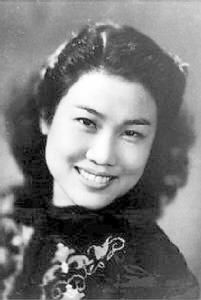

Zhang Ruifang (15 de junio de 1918 - 28 de junio de 2012) fue una actriz de cine y teatro china. En 1963, Zhang ganó el Hundred Flowers Awards a la mejor actriz por su personaje en la comedia familiar Li Shuangshuang. En China está considerada como una de las «cuatro grandes actrices de teatro», junto con Bai Yang, Shu Xiuwen y Qin Yi.